# Hammam Soukhna
Hammam Soukhna là một đô thị thuộc tỉnh Sétif, Algérie. Dân số thời điểm năm 2002 là 11.481 người.